# Глен (Эна)
Глен (фр. Glennes) — коммуна во Франции, находится в регионе Пикардия. Департамент коммуны — Эна. Входит в состав кантона Фер-ан-Тарденуа. Округ коммуны — Суасон.
Код INSEE коммуны — 02348.

## Население
Население коммуны на 2010 год составляло 226 человек.
| 1962 | 1968 | 1975 | 1982 | 1990 | 1999 | 2010 |
| ---- | ---- | ---- | ---- | ---- | ---- | ---- |
| 162  | 151  | 136  | 135  | 129  | 143  | 226  |

## Экономика
В 2010 году среди 151 человека трудоспособного возраста (15—64 лет) 106 были экономически активными, 45 — неактивными (показатель активности — 70,2 %, в 1999 году было 76,8 %). Из 106 активных жителей работали 97 человек (53 мужчины и 44 женщины), безработных было 9 (3 мужчин и 6 женщин). Среди 45 неактивных 14 человек были учениками или студентами, 13 — пенсионерами, 18 были неактивными по другим причинам.